# Belisario Domínguez, Escuintla
Belisario Domínguez är en ort i Mexiko.   Den ligger i kommunen Escuintla och delstaten Chiapas, i den sydöstra delen av landet, 800 km sydost om huvudstaden Mexico City. Belisario Domínguez ligger 1 511 meter över havet och antalet invånare är 185.
Terrängen runt Belisario Domínguez är bergig norrut, men söderut är den kuperad. Runt Belisario Domínguez är det ganska tätbefolkat, med 78 invånare per kvadratkilometer. Närmaste större samhälle är Escuintla, 16,8 km sydväst om Belisario Domínguez. I omgivningarna runt Belisario Domínguez växer i huvudsak städsegrön lövskog.